# Stade de Pakruojis
Le stade de Pakruojis (en lituanien : Pakruojo miesto stadionas), est un stade multi-sports lituanien (servant principalement pour le football et l'athlétisme) situé à Pakruojis, en Haute Lituanie.
Le stade sert de terrain à domicile pour l'équipe de football du FK Kruoja Pakruojis.

## Histoire
Le stade est rénové en 2010 en passant à 2 000 spectateurs, rentrant ainsi dans les critères pour devenir un stade UEFA de 1re catégorie.